# 丽妃
丽妃，古代中国妃嫔封号。唐开元时设置，地位仅次于皇后。金、明、清皆有此封号。

## 历史
唐初，皇后之下设四夫人。为贵妃、淑妃、德妃、贤妃。
玄宗开元年间后宫封号改制，始置丽妃。设惠妃、丽妃、华妃三妃，正一品。